# Jan Martens (beeldend kunstenaar)
Johannes (Jan) Christianus Anthonius Martens (Eindhoven, 19 april 1939 - Roermond, 23 september 2017) was een Nederlands beeldend kunstenaar en voormalig kunstdocent. Hij is vooral actief geweest als kunstschilder, tekenaar, beeldhouwer en ontwerper.

## Biografie
Martens studeerde van 1954 tot 1959 aan de Akademie Industriële Vormgeving in Eindhoven waar hij les kreeg van onder meer Kees Bol en Jan Gregoor. Twee jaar later vervolgde hij zijn studie tot 1966 aan de Jan van Eyck Academie in Maastricht. Hier had hij les van onder meer Ko Sarneel en Albert Troost. Voor verdere verdieping maakte hij studiereizen naar Zuid-Europa en Noord-Afrika.
Vanaf 1968 gaf hij zelf les aan de Akademie Industriële Vormgeving, namelijk als docent tekenen. In de periode van 1987 tot na 2003 werkte hij vanuit Roermond.
Martens heeft niet alleen op canvas geschilderd, maar gebruikte ook andere materialen waaronder een Perzisch tapijt als ondergrond. Ook heeft hij driedimensionaal werk gemaakt. Als ontwerper vervaardigde hij glas in lood en ontwierp hij voor industriële toepassingen.
Hij heeft geëxposeerd in galeries in Nederland en België. In 1966 won hij de prijs voor monumentale kunst van zowel Sittard als Valkenburg en in 1968 stimuleerde Eindhoven hem met de Prijs voor Ezelschilderkunst. In 1976 won hij de bronzen medaille van de Europaprijs voor Schilderkunst van de Stad Oostende. In 1991 was hij jurylid van de Zollner Kunstprijs.
- Gemeinsame Normdatei: 174243561
- International Standard Name Identifier: 0000 0001 1383 0909
- RKD-Nederlands Instituut voor Kunstgeschiedenis: 52881
- Système universitaire de documentation: 068662394
- Virtual International Authority File: 209347106